# 白鳥村 (岐阜県安八郡)
白鳥村（しろとりむら）は、かつて岐阜県安八郡に存在した村である。
現在の揖斐郡池田町白鳥などに該当する。

## 歴史
- 1889年（明治22年）7月1日 - 町村制により白鳥村が発足。
- 1897年（明治30年）4月1日 - 田村、横井村、安次村、丈六道村と合併し、北平野村が発足。同日白鳥村は廃止。
- 1950年（昭和25年）4月1日 - 北平野村のうち、旧・白鳥村域は揖斐郡池田村[2]に編入され、残部は安八郡神戸町に編入される。